# Werner Mörsdorf
Werner Mörsdorf (* 12. August 1956) ist ein ehemaliger deutscher Fußballspieler und heutiger -trainer.

## Spielerkarriere
Werner Mörsdorf stand 1979/80 im Profikader des 1. FC Kaiserslautern, ohne ein Bundesligaspiel für die Pfälzer zu bestreiten. Sein einziges Pflichtspiel für die 1. Mannschaft war ein UEFA-Cup-Spiel gegen den FC Zürich, ansonsten wurde er hauptsächlich bei den Amateuren eingesetzt. 1980 wechselte er dann zum FC 08 Homburg in die 2. Bundesliga. Hier konnte er sich einen Stammplatz erkämpfen, den er nach dem Aufstieg in die Bundesliga 1986 verlor. Die Saison 1987/88, in der er nur zweimal zum Einsatz kam, war seine letzte im Trikot der Homburger.

## Statistik
| Liga          | Spiele (Tore) |
| ------------- | ------------- |
| Bundesliga    | 14 0(0)       |
| 2. Bundesliga | 81 (14)       |
| Wettbewerb    |               |
| DFB-Pokal     | 10 0(1)       |
| UEFA-Cup      | 01 0(0)       |

## Trainerkarriere
Als Trainer führte Mörsdorf den VfB Theley 2000 in die Oberliga Südwest. Von 2001 bis 2003 war Mörsdorf Trainer des Oberligisten SC Idar-Oberstein. Von 2003 bis 2006 war er beim Ligakonkurrenten Borussia Neunkirchen tätig, mit dem er in der Saison 2004/05 die Meisterschaft gewann. Da der Verein keine Regionalliga-Lizenz beantragte verblieb man allerdings in der Oberliga. Im Oktober 2007 übernahm er das Training des ebenfalls in der Oberliga Südwest antretenden FK Pirmasens. Unter seiner Regie rutschte der FKP vom 5. auf den 10. Tabellenplatz ab und er beendete seine Tätigkeit nach Saisonende auf eigenen Wunsch.
Ab 2008 war Werner Mörsdorf Trainer des Südwest-Verbandsligisten SG Blaubach-Diedelkopf. Anfang Dezember 2010 wurde er aufgrund einer Niederlagenserie entlassen. Im April 2011 übernahm er den Trainerposten beim saarländischen Verbandsligisten FC Freisen und gab im September 2012 seinen Rücktritt bekannt. Im November 2016 kehrte er als Trainer zu seinem früheren Verein Borussia Neunkirchen zurück.